# Laurence Rees
Laurence Rees (* 1957) je britský historik, dokumentarista a autor pěti publikací s válečnou tematikou.

## Dílo
Je autorem a producentem televizního seriálu BBC/PBS Druhá světová válka: Za Zavřenými dveřmi. Seriálu předcházely úspěšné knihy a televizní dokumentární seriály Nacisté: Varování dějin, Válka století, Hrůza na Východě a Osvětim: Nacisté a konečné řešení.
Rees je držitelem mnoha knižních cen včetně Griersonovy ceny a ceny Britského sdružení filmových a televizních umělců (BAFTA). V roce 2006 se jeho práce Osvětim: Nacisté a konečné řešení stala historickou knihou roku. S příznivým ohlasem se v roce 2007 setkala i Reesova kniha Their darkest hour (Jejich nejtemnější hodina), sbírka rozhovorů s pamětníky druhé světové války. Lawrence Rees vystudoval historii na Oxfordské univerzitě a působí jako vedoucí redaktor historických dokumentárních pořadů televize BBC.